# Asinan

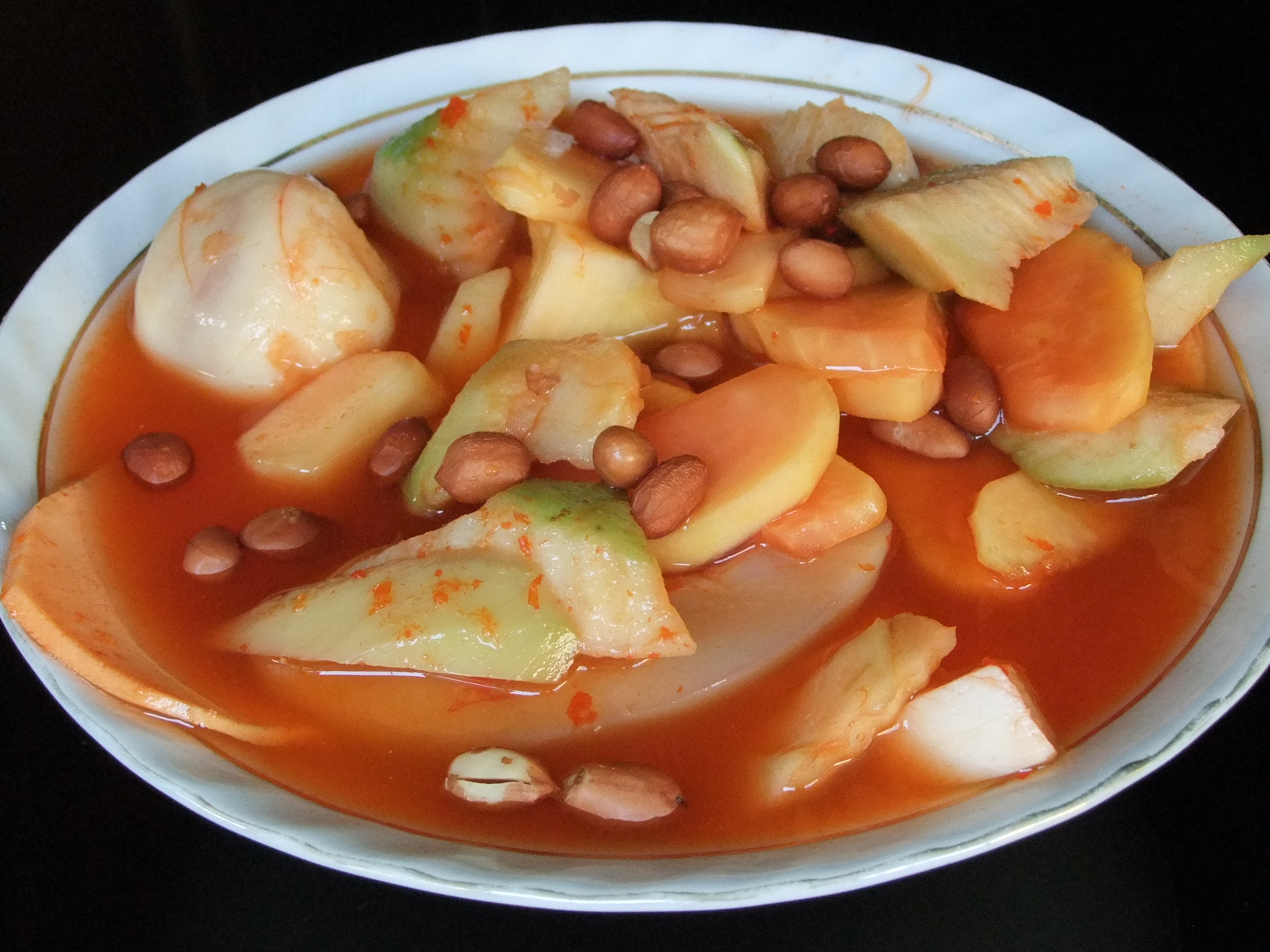
Asinan Bogor, platillo propio de la gastronomía de Indonesia.

Asinan es un platillo de fruta o verdura preparada con vinagre o salmuera propio de la gastronomía de Indonesia. Asin en indonesio significa "salobre" o "salado", hace alusión al proceso de preservar los ingredientes en salmuera. El asinan es similar al rujak, con la diferencia de que el rujak se sirve fresco o recién elaborado, mientras que el asinan son vegetales o frutas conservadas. De todas las variantes y tipos de asinan, los más populares son Asinan Betawi y Asinan Bogor. Se vende en restaurantes, en warungs y en puestos ambulantes.
Asinan Betawi: el asinan del pueblo Betawi de Yakarta consiste en col china, col, brotes de porotos, tofu, y lechuga servidos con una liviana salsa caliente de maní con vinagre, coronado con manÍes y keropok (especialmente keropok mie).
Asinan Bogor: el asinan de la ciudad de Bogor, en el occidente de Java consiste de frutas tropicales preservadas, tales como mango crudo, manzana de agua, papaya, ambarella, jicama, nuez moscada y ananá servidos con una salsa dulce, picante y agria don vinagre y ají, acompañada con maníes.

## Ingredientes
Comparte algunos ingredientes con el kimchi. Sus ingredientes principales son col, pepino, y sal. Ambos tienen col salda, pero en el kimchi, el proceso de salazón es más largo que el necesario para el asinan. Otros ingredientes son las alubias, ají, y terasi.

## Imágenes

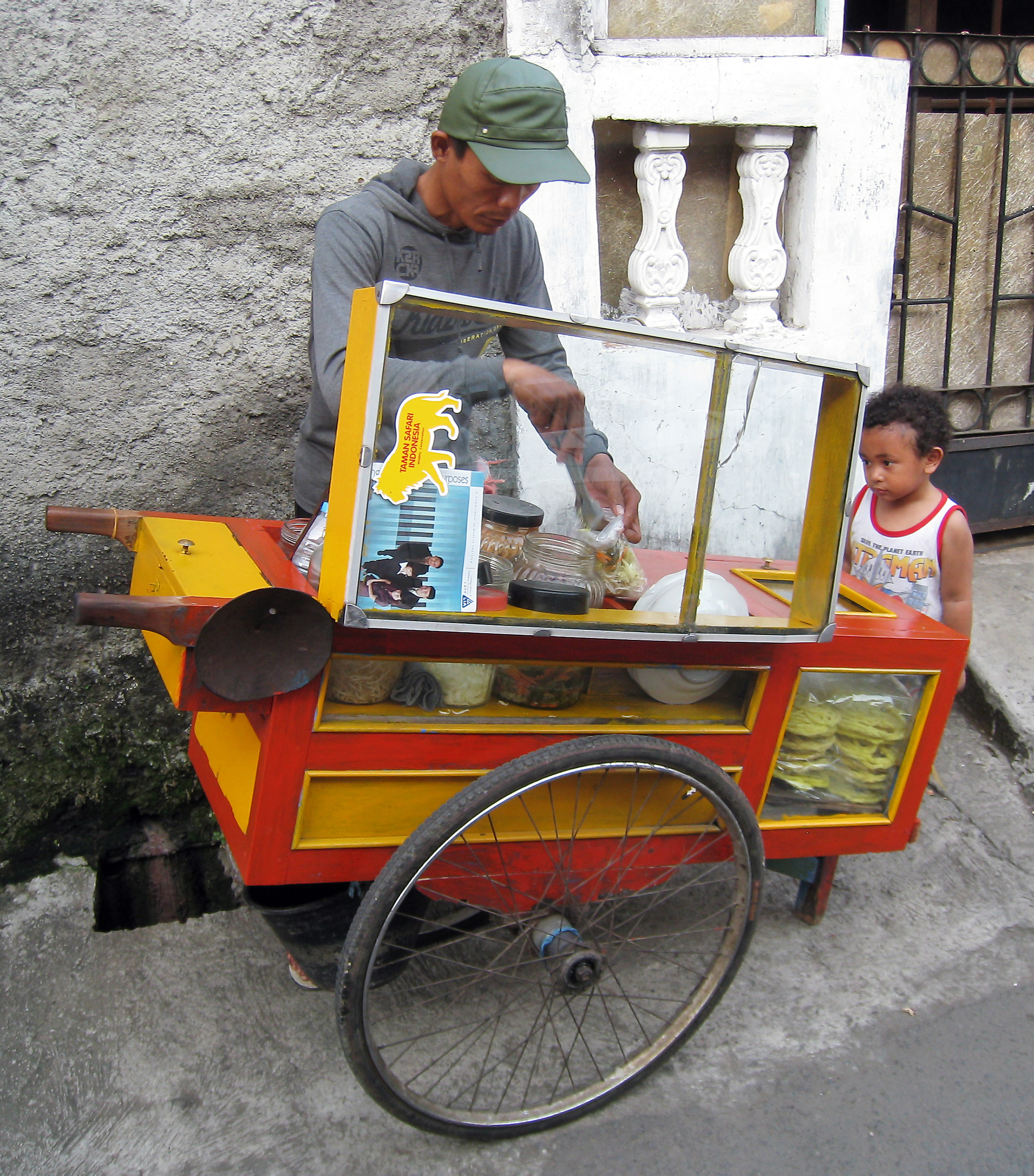
Puesto ambulante de Asinan.

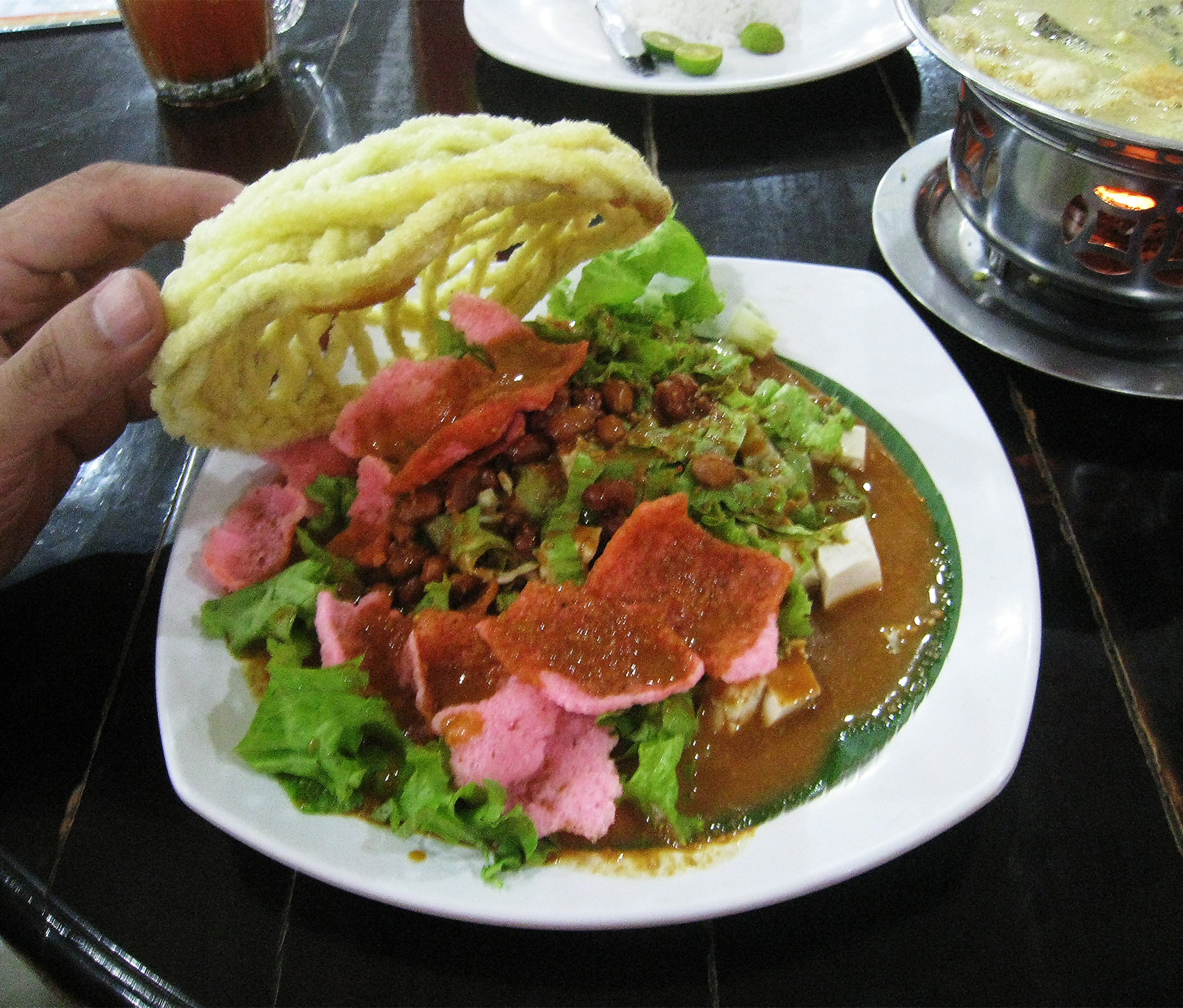
Asinan Betawi.